# Pervaja vstretja, poslednjaja vstretja
Pervaja vstretja, poslednjaja vstretja (russisk: Первая встреча, последняя встреча) er en sovjetisk spillefilm fra 1987 af Vitalij Melnikov.

## Medvirkende
- Mikhail Morozov som Tjukhontsev
- Grazyna Szapolowska som Wanda
- Oleg Jefremov som Zanzevejev
- Boris Plotnikov som Kuklin
- Jurij Bogatyrjov som Gei